# 現実社会主義
現実社会主義（独: Realsozialismus, realer Sozialismus）または、現存社会主義（独: real existierender Sozialismus）は、ドイツ民主共和国（東ドイツ）に端を発して、1970年代からヨーロッパやアジア、キューバに導入され、用いられた思想、運動、体制をいう。少なくともソ連の影響圏で共通しているのは、共産党の優位と、社会主義的な秩序であるという自己理解である。
現存社会主義の政治体制は、「人民共和国（Volksrepublik）」あるいは「民主共和国（demokratische Volksrepublik）」であり、その政治システムは専制政治的な一党独裁制という特徴を持ち、経済システムは計画経済であることが多い。

## 概念形成
この概念は、エーリッヒ・ホーネッカーが1973年5月、ドイツ社会主義統一党（SED）中央委員会の第9回会議で最初に使った。当時のSED指導部は、過去（特にウルブリヒト時代）の経済政策の失敗とポーランドの暴動を教訓にして、東ドイツの党員や市民たちがよりよい未来を渇望するのではなくて、むしろ今を生きる世代が必要とする希望と需要に可能な限り向き合うべきであるとした。このため、1971年から1975年の五カ年計画の「中心課題」は、東ドイツの「人びとの需要」を満たすということになった。彼が意図したのは、まともな国家では、マルクス主義的な要求と、実際の経験的現実は、結びつかないということである。特に、民主社会主義を標榜する左翼の信奉者たちは、ソ連のヘゲモニー下にある国家に対して、民主主義が不充分であり、生産手段を「公共化」しているのではなく、単に国有化しているだけであると批判していたが、ホーネッカーは、彼らを空想的社会主義者であると見なして非難した。のちに、上記の理念と現実の乖離を非難するために、社会主義圏以外の国でも現実社会主義の概念が用いられるようになった。特に、全体主義的スターリニズムは、その乖離と同義であると見なされた。
ルドルフ・バーローの著書『オルタナティブ――現存社会主義批判』は、ソ連の社会主義を発展させる際にレーニンとスターリンのやり方は、正しいと思われていたが、現実社会主義諸国は、「原初形態（Protoform）」の状態でつっかえて身動きが取れないでいたと想定している。マンフレート・ヒルダーマイヤーによれば、現実社会主義の概念は、すでに1960年代終わりには使われており、これは社会主義諸国にとっては、ブレジネフの全時代に該当する。混沌とした独裁制ではなく、ある程度の規則に従った権力構造を必要としていた。このことは、西側諸国で、政治学が科学として隆盛したことと並行している。
シュテファン・ヴォレによると、現実社会主義の概念は、東ドイツに固有の問題と結びついている。東ドイツは国民国家として建国されたわけではなく歴史的な土台が不足していたために、イデオロギー上の基本概念を必要としていた。「現実的存在（die reale Existenz）」への注目は、党のボキャブラリーに適合していて、敬虔主義的な内面性を政治的な言説として想起させた。これは、理想や固有の理論を失ったことに対する恒常的な防衛姿勢を表している
ベネディクト・ザルノフは、「現実社会主義」の概念を婉曲話法ではなく、ニュースピークの一形態であると見ている
ドイツ学者のカーステン・ガンゼルは、東ドイツの現実社会主義と集合的記憶との様々な特殊な相互作用を確認している。特にプラハの春が起こった際に、「現実」社会主義の改革を始めることは反革命的あるいはユートピア的であるというレッテルが貼られるようになり、その後にこの概念が使われるようになった。

## 国際的環境
現実社会主義の議論における本質的な役割の一つは、1950年代終わりから1980年代まで続いた中ソ対立である。共産主義のシスマ（分裂）時代に、両国は社会主義のために話し合いをするという協定を結んだ。現実社会主義は「国家資本主義」であると、トロツキストと評議会共産主義者からも批判された。西ドイツでは1956年に共産党が禁止となったなか、様々な小規模の共産主義政党の寄せ集めであるKグループが結成され、様々な独自の道を探るための様々な模索がなされたが、そのことは中華人民共和国（中国）だけでなく、アルバニア、ユーゴスラビア、朝鮮民主主義人民共和国（北朝鮮）にも激しく非難された。文化大革命の終結後、特にマオイズムのグループのメンバーと思想家たち（例えばシャルル・ベトレーム）は、失望のまま後退した。

### 中国の特殊な役割
経済学者のジョン・ケネス・ガルブレイスは、政治システムの経済に対する影響は限定的なものであると考えている。彼によれば、歴史的に見て個々の国家間の比較上の違いは、決して社会主義ということで片付けられるべきではない。途上国における現実社会主義システムの根本的な失敗は、特に計画能力・行政能力が不足していたことにある。それに対して数千年にわたる行政の歴史をもつ中国は例外である、ということがそれを証明している。
中心的な違いは、農業との関係である。ソビエト連邦（ソ連）では、経済的には良かったがイデオロギー上は不適切だったネップ（新経済政策）は、「クラーク（自営農家）に対するブレスト＝リトフスク条約」と呼ばれた。農家は、その後まもなく可能な限り容赦のないかたちで集団化された。
それとは対照的に、中国では、農民たちを自主的に動員して長征途上での軍隊の補給を経済的に成功させたことが、中国の革命の本質的・特徴的な要素であった。中国人民解放軍は、内戦後しばらく経済的なアクターとして（土地所有に関しても、軍需産業に関わる様々な企業によっても）成功していた。解放軍は、最初から兵士たちを食料品で扶養することを余儀なくされていた。軍隊は、たとえ1980年代の初めに、解放軍の民需品生産を団体連合から引き離すことを始めたとしても、中国社会にとっては中心的な意味があった。

## 現存する現実社会主義国
ヨーロッパの東側諸国の現実社会主義は、1989年の東欧革命以来、完全に崩壊し、発端であった東ドイツは国家そのものが消滅した。しかし、現実社会主義国は、ラテンアメリカとアジアで今日でも残っている。特に有名なのは、鄧小平のモットーである「白猫であれ黒猫であれ、鼠を捕るのが良い猫である」に代表される中国独自の社会主義(中国特色社会主义)である。原始社会主義の状態でも、「生産力の増大」を最優先に考えても、中国共産党の政治的優位が守られている限りは問題ないとされた。
同様の考えは、ベトナムのドイモイ政策にも現れており、経済活動の著しい拡大が、特にコーヒーのような商品作物による拡大が目標となった。もちろん、1970年代に東ドイツのコーヒー危機の問題が起こった際には、当時のベトナムはまだその段階にはなかった。